# أزمة مضيق تايوان الأولى
أزمة مضيق تايوان الأولى (تُسمى أيضًا أزمة مضيق تايوان 1954-1955 أو أزمة فورموزا أو أزمة الجزر البحرية أو أزمة مضيق تايوان 1955) كانت نزاعًا عسكريًا وجيزًا قد حدث بين حكومتي جمهورية الصين الشعبية و‌جمهورية الصين - والتي هربت وتمركزت فيما بعد في تايوان. استولت الصين الشعبية على جزر ييجيانغشان، مجبرةً تايوان على التخلي عن جزر داتشين. اتحد أسطولا الولايات المتحدة وتايوان لإخلاء الطاقم العسكري التايواني والمدنيين من جزر داتشين إلى تايوان. مع أن جزر داتشين تغيرت ملكيتها أثناء الأزمة، إلا أن الإعلام الأمريكي ركز على كنمن و‌جزر ماتسو اللتي كانتا موقعين لمناوشات مدفعية متكررة.